# Gran Premio de Alemania de Motociclismo de 2008
El Gran Premio de Alemania de Motociclismo de 2008 fue la décima prueba del Campeonato del Mundo de Motociclismo de 2008. Tuvo lugar en el fin de semana del 11 al 13 de julio de 2008 en Sachsenring, situado en Hohenstein-Ernstthal, Sajonia, Alemania. La carrera de MotoGP fue ganada por Casey Stoner, seguido de Valentino Rossi y Chris Vermeulen. Marco Simoncelli ganó la prueba de 250cc, por delante de Héctor Barberá y Álvaro Bautista. La carrera de 125cc fue ganada por Mike Di Meglio, Stefan Bradl fue segundo y Gábor Talmácsi tercero.

## Resultados MotoGP
| Pos.            | N.º | Piloto           | Constructor | Vueltas | Tiempo/Retirado | Parrilla | Puntos |
| --------------- | --- | ---------------- | ----------- | ------- | --------------- | -------- | ------ |
| 1               | 1   | Casey Stoner     | Ducati      | 30      | 47:30.057       | 1        | 25     |
| 2               | 46  | Valentino Rossi  | Yamaha      | 30      | +3.708          | 7        | 20     |
| 3               | 7   | Chris Vermeulen  | Suzuki      | 30      | +14.002         | 14       | 16     |
| 4               | 15  | Alex de Angelis  | Honda       | 30      | +14.124         | 10       | 13     |
| 5               | 4   | Andrea Dovizioso | Honda       | 30      | +42.022         | 4        | 11     |
| 6               | 50  | Sylvain Guintoli | Ducati      | 30      | +46.648         | 15       | 10     |
| 7               | 65  | Loris Capirossi  | Suzuki      | 30      | +1:04.483       | 13       | 9      |
| 8               | 14  | Randy de Puniet  | Honda       | 30      | +1:04.588       | 6        | 8      |
| 9               | 56  | Shinya Nakano    | Honda       | 30      | +1:16.773       | 9        | 7      |
| 10              | 13  | Anthony West     | Kawasaki    | 30      | +1:29.275       | 17       | 6      |
| 11              | 52  | James Toseland   | Yamaha      | 29      | +1 vuelta       | 11       | 5      |
| 12              | 24  | Toni Elías       | Ducati      | 29      | +1 vuelta       | 12       | 4      |
| 13              | 69  | Nicky Hayden     | Honda       | 28      | +2 vueltas      | 8        | 3      |
| Ret             | 5   | Colin Edwards    | Yamaha      | 20      | Caída           | 3        |        |
| Ret             | 33  | Marco Melandri   | Ducati      | 9       | Caída           | 16       |        |
| Ret             | 2   | Dani Pedrosa     | Honda       | 5       | Caída           | 2        |        |
| Ret             | 48  | Jorge Lorenzo    | Yamaha      | 2       | Caída           | 5        |        |
| Reporte Oficial |     |                  |             |         |                 |          |        |

## Resultados 250cc
| Pos.            | N.º | Piloto              | Constructor | Vueltas | Tiempo/Retirado | Parrilla | Puntos |
| --------------- | --- | ------------------- | ----------- | ------- | --------------- | -------- | ------ |
| 1               | 58  | Marco Simoncelli    | Gilera      | 29      | 45:36.703       | 1        | 25     |
| 2               | 21  | Héctor Barberá      | Aprilia     | 29      | +2.257          | 3        | 20     |
| 3               | 19  | Álvaro Bautista     | Aprilia     | 29      | +2.423          | 5        | 16     |
| 4               | 36  | Mika Kallio         | KTM         | 29      | +4.150          | 4        | 13     |
| 5               | 60  | Julián Simón        | KTM         | 29      | +4.846          | 2        | 11     |
| 6               | 75  | Mattia Pasini       | Aprilia     | 29      | +8.132          | 13       | 10     |
| 7               | 12  | Thomas Lüthi        | Aprilia     | 29      | +38.302         | 14       | 9      |
| 8               | 4   | Hiroshi Aoyama      | KTM         | 29      | +48.926         | 9        | 8      |
| 9               | 72  | Yuki Takahashi      | Honda       | 29      | +50.062         | 10       | 7      |
| 10              | 15  | Roberto Locatelli   | Gilera      | 29      | +51.670         | 8        | 6      |
| 11              | 25  | Alex Baldolini      | Aprilia     | 29      | +1:08.796       | 21       | 5      |
| 12              | 32  | Fabrizio Lai        | Gilera      | 29      | +1:08.962       | 7        | 4      |
| 13              | 41  | Aleix Espargaró     | Aprilia     | 29      | +1:11.351       | 12       | 3      |
| 14              | 55  | Héctor Faubel       | Aprilia     | 29      | +1:11.654       | 11       | 2      |
| 15              | 50  | Eugene Laverty      | Aprilia     | 29      | +1:13.856       | 19       | 1      |
| 16              | 14  | Ratthapark Wilairot | Honda       | 29      | +1:29.976       | 17       |        |
| 17              | 10  | Imre Tóth           | Aprilia     | 28      | +1 vuelta       | 22       |        |
| 18              | 93  | Alen Győrfi         | Honda       | 28      | +1 vuelta       | 26       |        |
| 19              | 45  | Doni Tata Pradita   | Yamaha      | 28      | +1 vuelta       | 24       |        |
| 20              | 94  | Toni Wirsing        | Honda       | 27      | +2 vueltas      | 25       |        |
| Ret             | 90  | Federico Sandi      | Aprilia     | 22      | Caída           | 18       |        |
| Ret             | 52  | Lukáš Pešek         | Aprilia     | 18      | Caída           | 15       |        |
| Ret             | 17  | Karel Abraham       | Aprilia     | 3       | Caída           | 16       |        |
| Ret             | 6   | Alex Debón          | Aprilia     | 3       | Retirado        | 6        |        |
| Ret             | 7   | Russell Gómez       | Aprilia     | 0       | Caída           | 23       |        |
| DNS             | 54  | Manuel Poggiali     | Gilera      | 0       | No participó    | 20       |        |
| DNQ             | 89  | Ho Wan Chow         | Aprilia     |         | No se clasificó |          |        |
| Reporte Oficial |     |                     |             |         |                 |          |        |

## Resultados 125cc
| Pos.            | N.º | Piloto              | Constructor | Vueltas | Tiempo/Retirado | Parrilla | Puntos |
| --------------- | --- | ------------------- | ----------- | ------- | --------------- | -------- | ------ |
| 1               | 63  | Mike Di Meglio      | Derbi       | 27      | 40:03.710       | 6        | 25     |
| 2               | 17  | Stefan Bradl        | Aprilia     | 27      | +2010           | 3        | 20     |
| 3               | 1   | Gábor Talmácsi      | Aprilia     | 27      | +2.733          | 1        | 16     |
| 4               | 38  | Bradley Smith       | Aprilia     | 27      | +2.847          | 2        | 13     |
| 5               | 24  | Simone Corsi        | Aprilia     | 27      | +9.117          | 4        | 11     |
| 6               | 11  | Sandro Cortese      | Aprilia     | 27      | +9.249          | 9        | 10     |
| 7               | 18  | Nicolás Terol       | Aprilia     | 27      | +9.257          | 14       | 9      |
| 8               | 45  | Scott Redding       | Aprilia     | 27      | +30.778         | 16       | 8      |
| 9               | 93  | Marc Márquez        | KTM         | 27      | +33.034         | 19       | 7      |
| 10              | 77  | Dominique Aegerter  | Derbi       | 27      | +33.121         | 21       | 6      |
| 11              | 29  | Andrea Iannone      | Aprilia     | 27      | +33.134         | 24       | 5      |
| 12              | 30  | Pere Tutusaus       | Aprilia     | 27      | +33.171         | 31       | 4      |
| 13              | 87  | Marcel Schrötter    | Honda       | 27      | +33.208         | 20       | 3      |
| 14              | 22  | Pablo Nieto         | KTM         | 27      | +33.755         | 18       | 2      |
| 15              | 7   | Efrén Vázquez       | Aprilia     | 27      | +34.554         | 23       | 1      |
| 16              | 44  | Pol Espargaró       | Derbi       | 27      | +37.776         | 15       |        |
| 17              | 51  | Stevie Bonsey       | Aprilia     | 27      | +37.872         | 13       |        |
| 18              | 73  | Takaaki Nakagami    | Aprilia     | 27      | +54.240         | 25       |        |
| 19              | 85  | Marvin Fritz        | Seel        | 27      | +58.249         | 30       |        |
| 20              | 5   | Alexis Masbou       | Loncin      | 27      | +1:14.202       | 33       |        |
| 21              | 69  | Louis Rossi         | Honda       | 27      | +1:15.255       | 39       |        |
| 22              | 95  | Robert Mureșan      | Aprilia     | 27      | +1:16.356       | 32       |        |
| 23              | 72  | Marco Ravaioli      | Aprilia     | 27      | +1:16.854       | 35       |        |
| 24              | 41  | Tobias Siegert      | Aprilia     | 26      | +1 vuelta       | 37       |        |
| DSQ             | 12  | Esteve Rabat        | KTM         | 27      | (+32.311)       | 10       |        |
| Ret             | 8   | Lorenzo Zanetti     | KTM         | 25      | Retirado        | 27       |        |
| Ret             | 71  | Tomoyoshi Koyama    | KTM         | 24      | Caída           | 7        |        |
| Ret             | 35  | Raffaele De Rosa    | KTM         | 22      | Retirado        | 8        |        |
| Ret             | 16  | Jules Cluzel        | Loncin      | 19      | Retirado        | 26       |        |
| Ret             | 33  | Sergio Gadea        | Aprilia     | 15      | Retirado        | 12       |        |
| Ret             | 21  | Robin Lässer        | Aprilia     | 15      | Retirado        | 28       |        |
| Ret             | 6   | Joan Olivé          | Derbi       | 14      | Retirado        | 5        |        |
| Ret             | 88  | Sebastian Kreuziger | Honda       | 14      | Retirado        | 34       |        |
| Ret             | 60  | Michael Ranseder    | Aprilia     | 12      | Retirado        | 22       |        |
| Ret             | 48  | Bastien Chesaux     | Aprilia     | 9       | Retirado        | 38       |        |
| Ret             | 99  | Danny Webb          | Aprilia     | 5       | Retirado        | 11       |        |
| Ret             | 56  | Hugo van den Berg   | Aprilia     | 4       | Retirado        | 29       |        |
| Ret             | 34  | Randy Krummenacher  | KTM         | 3       | Retirado        | 17       |        |
| Ret             | 86  | Eric Hübsch         | Aprilia     | 2       | Caída           | 36       |        |
| Reporte Oficial |     |                     |             |         |                 |          |        |